# Ville Vahalahti
Ville Vahalahti (ur. 7 listopada 1977 w Parainen) – fiński hokeista, reprezentant Finlandii.

## Kariera
- Kiekko-67 U20 (1994-1995)
- TPS U20 (1995-1998)
- Kiekko-67 (1996)
- TuTo (1998)
- TPS (1998-2007)
- Linköping (2007-2008)
- TPS (2008-2013)
- Lukko (2013-2018)

Wychowanek i wieloletni zawodnik klubu TPS (w tym w latach 2006-2007 i 2009-2013 kapitan drużyny). Występuje w rozgrywkach fińskiej SM-liiga (przez rok także w szwedzkiej Elitserien). Od maja 2013 zawodnik Lukko. W listopadzie 2013 przedłużył kontrakt o dwa lata, a w październiku 2015 o trzy lata. Na początku listopada 2018 ogłosił zakończenie kariery zawodniczej z uwagi na kontuzje.
Uczestniczył w turnieju mistrzostw świata w 2009.

## Sukcesy
Klubowe
- Złoty medal mistrzostw Finlandii: 1999, 2000, 2001, 2010 z TPS
- Srebrny medal mistrzostw Finlandii: 2004 z TPS
- Srebrny medal mistrzostw Szwecji: 2008 z Linköping
- Brązowy medal mistrzostw Finlandii: 2014 z Lukko

Indywidualne
- Mestis 1998/1999:
  - Najlepszy pierwszoroczniak sezonu
- SM-liiga 2003/2004:
  - Pierwsze miejsce w klasyfikacji strzelców goli zwycięskich w sezonie zasadniczym: 9 goli
- SM-liiga (2009/2010):
  - Czwarte miejsce w klasyfikacji asystentów w fazie play-off: 8 asyst[5]
  - Szóste miejsce w klasyfikacji kanadyjskiej w fazie play-off: 12 punktów[6]
- SM-liiga (2011/2012):
  - Najuczciwszy zawodnik sezonu (Trofeum Raimo Kilpiö)
  - Ósme miejsce w klasyfikacji kanadyjskiej w sezonie zasadniczym: 50 punktów
- Liiga (2013/2014):
  - Najlepszy zawodnik miesiąca - listopad 2013
  - Pierwsze miejsce w klasyfikacji kanadyjskiej w sezonie zasadniczym: 52 punkty[7] (Trofeum Veliego-Pekki Ketoli)
  - Drugie miejsce w klasyfikacji strzelców w fazie play-off: 6 goli[8]
  - Czwarte miejsce w klasyfikacji kanadyjskiej w fazie play-off: 13 punktów[9]
  - Skład gwiazd sezonu
- Liiga (2014/2015):
  - Cztery miejsce w klasyfikacji asystentów w sezonie zasadniczym: 38 asyst[10]
  - Szóste miejsce w klasyfikacji kanadyjskiej w sezonie zasadniczym: 48 punktów[11]
- Liiga (2015/2016):
  - Czwarte miejsce w klasyfikacji asystentów w sezonie zasadniczym: 33 asysty[12]
  - Szóste miejsce w klasyfikacji kanadyjskiej w sezonie zasadniczym: 47 punktów[13]
- Liiga (2016/2017):
  - Czwarte miejsce w klasyfikacji asystentów w sezonie zasadniczym: 33 asysty[14]
  - Piąte miejsce w klasyfikacji kanadyjskiej w sezonie zasadniczym: 47 punktów[15]

Rekordy
- W chwili zakończenia kariery (listopad 2018) zajmował miejsca w klasyfikacji wszech czasów fińskich rozgrywek Liiga:
  - Czwarte miejsce w klasyfikacji liczby rozegranych meczów: 977
  - Trzecie miejsce w klasyfikacji kanadyjskiej: 687 punktów